# بطولة العالم للشطرنج 1929
|                         |               |
| ألكسندر أليخين          | يفيم بغولوبوف |
|                         |               |
| فائز ببطولة العالم 1927 | المتحدي       |
| 36 سنة                  | 40 سنة        |

 بطولة العالم للشطرنج 1929 هي البطولة الثالثة عشر الرسمية في الشطرنج، تنافس فيها بطل النسخة السابقة ألكسندر أليخين مع متحديه الجديد القوي يفيم بغولوبوف، ونظمت المقابلة في مدن فيسبادن، هايدلبرغ، برلين بألمانيا ومدينتي لاهاي وأمستردام بهولندا من 6 سبتمبر حتى 12 نوفمبر 1929.
تمكن أليخين من الحفاظ على لقبه وفاز بالمقابلة بنتيجة إحدى عشر انتصارا، خمس هزائم وثمان تعادلات.

## خلفية
بعد أيام قليلة من مباراة كابابلانكا ضد ألخين 1927، اتفق الاثنان على خوض إعادة مقابلة في العام القادم بنفس الشروط غير أن كابابلانكا لم يقم بالتحدي ، وفي 24 أوت 1928 قام بغولوبوف بتحدي أليخين ووافق هذا الأخير على اللعب معه على مبلغ 10 آلاف دولار المنصوص عليها في قواعد لندن، وفي 8 أكتوبر من نفس العام قام كابابلانكا رسميا بتحدي ألخين لإعادة مقابلة  غير أن ألخين صرح أن المقابلة ضد بغولوبوف تثير اهتمامه أكثر لأن بغولوبوف لاعب أكثر جدية ، وفي أوت 1929 حيث تجلى أن بغولوبوف لا يقدر على جمع ذلك المبلغ وافق ألخين على مقابلته على مبلغ أقل.

## المقابلة والنتيجة
أول لاعب يفوز بست مباريات وحرز أكثر من 15 نقطة يكون بطل العالم
|                | 1 | 2 | 3 | 4 | 5 | 6 | 7 | 8 | 9 | 10 | 11 | 12 | 13 | 14 | 15 | 16 | 17 | 18 | 19 | 20 | 21 | 22 | 23 | 24 | 25 | انتصارات | نقاط |
| -------------- | - | - | - | - | - | - | - | - | - | -- | -- | -- | -- | -- | -- | -- | -- | -- | -- | -- | -- | -- | -- | -- | -- | -------- | ---- |
| ألكسندر أليخين | 1 | ½ | ½ | 0 | 1 | 0 | 1 | 1 | ½ | 1  | ½  | 1  | 0  | 0  | ½  | 1  | 1  | 0  | 1  | ½  | 1  | 1  | ½  | ½  | ½  | 11       | 15½  |
| يفيم بغولوبوف  | 0 | ½ | ½ | 1 | 0 | 1 | 0 | 0 | ½ | 0  | ½  | 0  | 1  | 1  | ½  | 0  | 0  | 1  | 0  | ½  | 0  | 0  | ½  | ½  | ½  | 5        | 9½   |

حقق ألخين 15.5 نقطة في المباراة الـ 25 وتمكن من الحفاظ على لقبه.

## روابط خارجية
- رابط لمباريات البطولة على موقع chessgames.com